# Pamphilj (Adelsgeschlecht)

Familienwappen der Pamphilj

Pamphilj oder Pamphili ist ein aus Umbrien stammendes italienisches Adelsgeschlecht.
Die Pamphilj waren im 16. und 17. Jahrhundert politisch und kirchlich eng in die Römische Kurie eingebunden, aus ihr gingen ein Papst und mehrere Kardinäle hervor.
Die 1760 im Mannesstamm erloschene Familie Pamphilj wurde von der Genueser Familie Doria-Landi beerbt. Die Doria-Pamphilj-Landi sind im Mannesstamm inzwischen ebenfalls erloschen.

## Familiengeschichte
Die Familie entstammte dem Ort Gubbio in Umbrien. Ende des 15. Jahrhunderts verlegten Jacopo und Francesco Pamfili ihren Sitz nach Rom, wo sie rasch zu Wohlstand kamen und einen Grafentitel von Kaiser Friedrich III. erhielten. Antonio Pamphilj erwarb 1470 ein Haus an der Piazza Pasquino; sein Sohn Angelo Benedetto heiratete Emilia Mellini, die ihm als Mitgift drei Häuser in der Südwestecke der Piazza Navona eintrug. Unter dem Pontifikat des Papstes Innozenz VIII.  (1481–1492) wurden Familienangehörige mit kirchlichen und administrativen Tätigkeiten betraut. Zum ersten Kardinal der Familie Pamphilj wurde 1604 Girolamo Pamphilj ernannt.

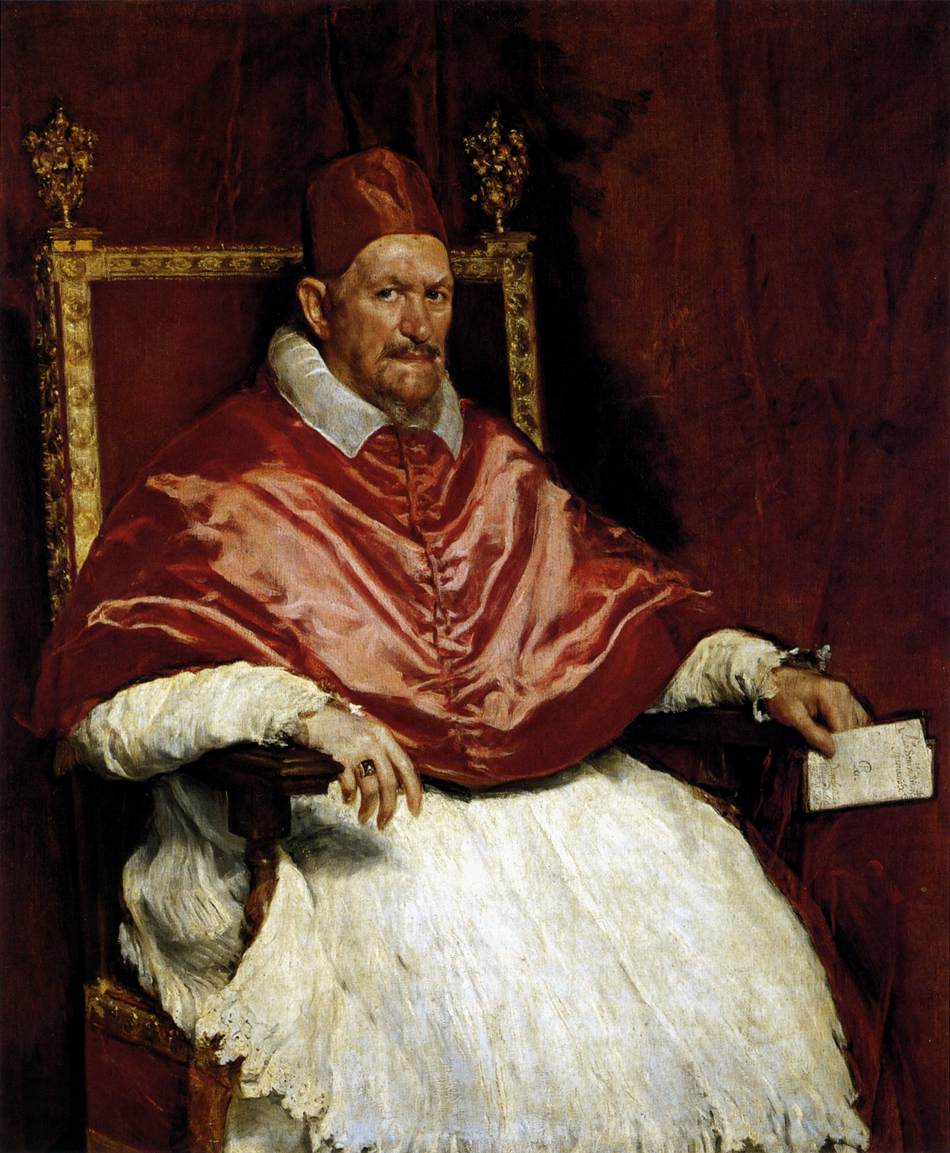
Papst Innozenz X. (Giovanni Battista Pamphilj), Porträt von Diego Velázquez

Den Höhepunkt der Macht erreichten die Pamphilj mit der Wahl von Giovanni Battista Pamphilj zum Papst Innozenz X., der von 1644 bis 1655 den Petrusstuhl innehatte. In sein Pontifikat fällt das Ende des Dreißigjährigen Krieges, doch lehnte er die Verträge zum Westfälischen Frieden 1648 als für die katholische Kirche unvorteilhaft ab.
Dessen Schwägerin und einflussreiche Beraterin war Olimpia Maidalchini, die sich unter seinem Pontifikat zu bereichern wusste. Der Papst ließ die Familienhäuser an der Piazza Navona u. a. durch Borromini zu einem barocken Palast, dem Palazzo Pamphilj, umbauen, den er seiner Schwägerin schenkte. Neben dem Palast ließ er anstelle der mittelalterlichen Kirche Sant’Agnese in Agone einen Neubau im Barockstil errichten. Olimpias Sohn Camillo Pamphilj, zunächst Kardinal-Nepot seines Onkels, verzichtete nach drei Jahren auf sein geistliches Amt und heiratete 1647 die wohlhabende Erbin und junge Witwe Olimpia Aldobrandini. Diese brachte nicht nur den Palazzo Doria-Pamphilj in Rom an die Familie, sondern besaß auch eine der bedeutendsten Kunstsammlungen Italiens, die Sammlung Aldobrandini, welche jedoch zur Hälfte Olimpias Kinder erster Ehe aus der Familie Borghese erbten. Camillos und Olimpias Sohn, Kardinal Benedetto Pamphilj (1653–1730), wurde ein bedeutender Kultur- und Musikmäzen. Er ließ den Palazzo Doria-Pamphilj barock dekorieren und schuf die bis heute bestehende Hängung der berühmten Gemäldesammlung im Palast. Für ihn komponierte und musizierte auch Georg Friedrich Händel.
Camillo erhielt 1647 den erblichen Titel eines Fürsten von San Martino al Cimino, eines Klostergutes, das sein päpstlicher Onkel und seine Mutter zwei Jahre zuvor vom Domkapitel des Petersdoms erworben hatten. 1651 kaufte er von Kardinal Francesco Barberini die Ländereien von Valmontone, die ebenfalls mit einem Fürstentitel verbunden waren, sowie von Lugnano und Montelanico. In Valmontone errichtete er ein neues Schloss und investierte in Bauten und Verbesserungen der Landwirtschaft. Am damaligen Stadtrand von Rom ließ er 1644–1652 von Alessandro Algardi und Giovanni Francesco Grimaldi das berühmte barocke Landhaus Casino del bel respiro erbauen, heute als Villa Doria Pamphilj bekannt.
Der Familie gehörten noch mehrere weitere Palazzi in Rom und außerhalb, sie besaß große Landsitze und Güter. Anna Pamphilj, eine Tochter von Camillo und Olimpia, heiratete 1671 den Genueser Giovanni Andrea III. Doria Landi. Der römische Zweig der Familie Pamphilj starb 1760 mit ihrem Neffen Girolamo Pamphilj, Herzog von Carpineto, aus. Da dessen Sohn Benedetto vier Jahre zuvor kinderlos verstorben war, vererbte Girolamo den großen Besitz seiner Familie in Rom und Latium an Annas Enkel, seinen Neffen Giovanni Andrea Doria-Landi, Fürst von Melfi (1705–1764). Dabei überging er allerdings die Kinder und Enkel seiner Schwester Olimpia (1672–1731) aus den Familien Borghese und Colonna. 1763 nahm Giovanni Andrea den bis heute gültigen Namen Doria Pamphilj Landi an. Diese Familie ist im Jahre 2000 mit dem Tod der Orietta, einziger Tochter des Fürsten Filippo Doria Pamphilj Landi, ebenfalls erloschen; den Palazzo Doria-Pamphilj mit der großen Kunstsammlung erbten ihre Adoptivkinder Jonathan und Gesine.
Die Pamphilj gehörten, neben den Borghese und ihrer Seitenlinie Aldobrandini sowie den Familien Barberini, Caetani, Chigi, Colonna, Lante della Rovere, Massimo, Odescalchi, Orsini, Pallavicini, Riario Sforza, Ruspoli und Torlonia zu den bekanntesten Fürstenhäusern des stadtrömischen Hochadels.

## Angehörige der Familie Pamphilj

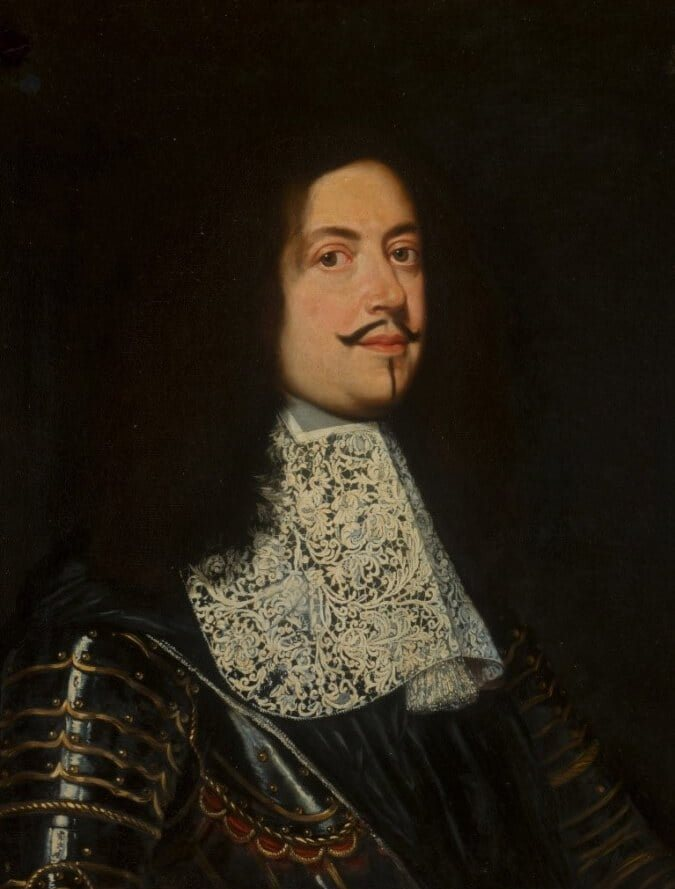
Camillo Pamphilj (1622–1666)

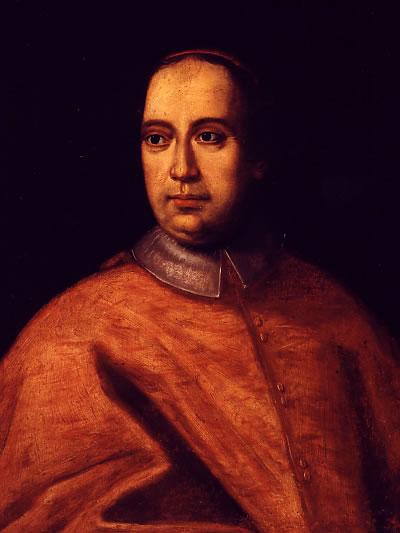
Benedetto Pamphilj (1653–1730)

- Girolamo Pamphilj (1544–1610), Kardinal, Onkel Innozenz' X.
- Giovanni Battista Pamphilj (1574–1655), als Papst Innozenz X.
- 1644 Camillo Francesco Maria Pamphilj (1622–1666). Er war der Sohn des Pamphilio Pamphilj (eines Bruders Innozenz' X.) und der Donna Olimpia Maidalchini. Er verzichtete auf die Kardinalswürde, als er 1647 Olimpia Aldobrandini, Prinzessin von Rosanno und Witwe des Paolo Borghese, heiratete. Sie hatten, neben zwei unverheirateten Töchtern, folgende Kinder und Enkel:
  - Anna Pamphilj (1652–1728). Anna heiratete 1671 den Genuesen Giovanni Andrea Doria Landi (1653–1737), Fürst von Melfi. Sie bezog die Villa Doria Pamphilj in Rom. Ihre Nachfahren erbten 1760 den Palazzo Doria-Pamphilj und begründeten die Familie Doria-Pamphilj-Landi, die erst 1958 im Mannesstamm erloschen ist (und deren Adoptivnachfahren den Palazzo bis heute besitzen).
  - Benedetto Pamphilj (1653–1730), Kardinal, Kultur- und Musikmäzen, Großprior von Rom des Malteserordens
  - Giambattista Pamphilj († 1717), ⚭ Violante Facchinetti
    - Olimpia (1672–1731) ⚭ Filippo Colonna, Fürst von Paliano (Sohn der Maria Mancini)
    - Innocenzo (1673–1695)
    - Camillo Filippo (1675–1747) ⚭ Teresa Grillo
    - Girolamo (1678–1760), 4. Fürst von San Martino al Cimino und Valmontone, ⚭ 1) Isabella Conti, 2) Olimpia Caffarelli

## Nachfahren aus der Familie Doria-Pamphilj
Anna Pamphilj (1652–1728) ⚭ 1671 Giovanni Andrea Doria Landi (1653–1737), 11. Fürst von Melfi, Fürst von Val di Taro, 3. Herzog von Avigliano
- Giovanni Andrea Doria Landi, Marchese di Torriglia (1675–1737) ⚭ Livia Centurione Becchignone (1685–1748)
  - Giovanni Andrea IV. Doria-Landi-Pamphilj (1704–1764) ⚭ Eleonora Carafa della Stadera
    - Andrea Doria Landi Pamphilj, Fürst von Melfi (1747–1820) ⚭ Leopolda Maria von Savoyen-Carignan (1744–1807), Tochter von Ludwig Viktor von Savoyen-Carignan
      - Luigi Giovanni Andrea Doria Pamphili Landi (1779–1838), Fürst von Melfi ⚭ Teresa Orsini
        - Filippo Andrea Doria Pamphili Landi (1813–1876), Fürst von Melfi ⚭ Lady Mary Talbot
          - Alfonso Doria Pamphili Landi (1851–1914), Fürst von Melfi ⚭ Lady Emily Pelham-Clinton (Tochter von Henry Pelham-Clinton, 6. Duke of Newcastle)
            - Filippo Andrea Doria Pamphili Landi (1886–1958), Fürst von Melfi, Bürgermeister von Rom ⚭ Gesine Mary Dykes
              - Orietta Doria Pamphili Landi, Fürstin von Melfi, Erbin des Palazzo Doria-Pamphilj in Rom († 2000) ⚭ Frank George Pogson (1923–1998)

    - Antonio Doria Pamphilj (1749–1821), Kardinal
    - Giuseppe Maria Doria Pamphilj (1751–1816), Kardinal
    - Giorgio Doria Pamphilj Landi (1772–1837), Kardinal

## Paläste der Familie
- Palazzo Pamphilj in Rom, Piazza Navona
- Palazzo Doria-Pamphilj in Rom, Via del Corso
- Villa Doria Pamphilj in Rom
- Palazzo Pamphilj (Albano) in Albano Laziale, Provinz Rom
- Palazzo Doria-Pamphilj in Valmontone, Latium
- Palazzo Doria-Pamphilj in San Martino al Cimino (Viterbo), Latium

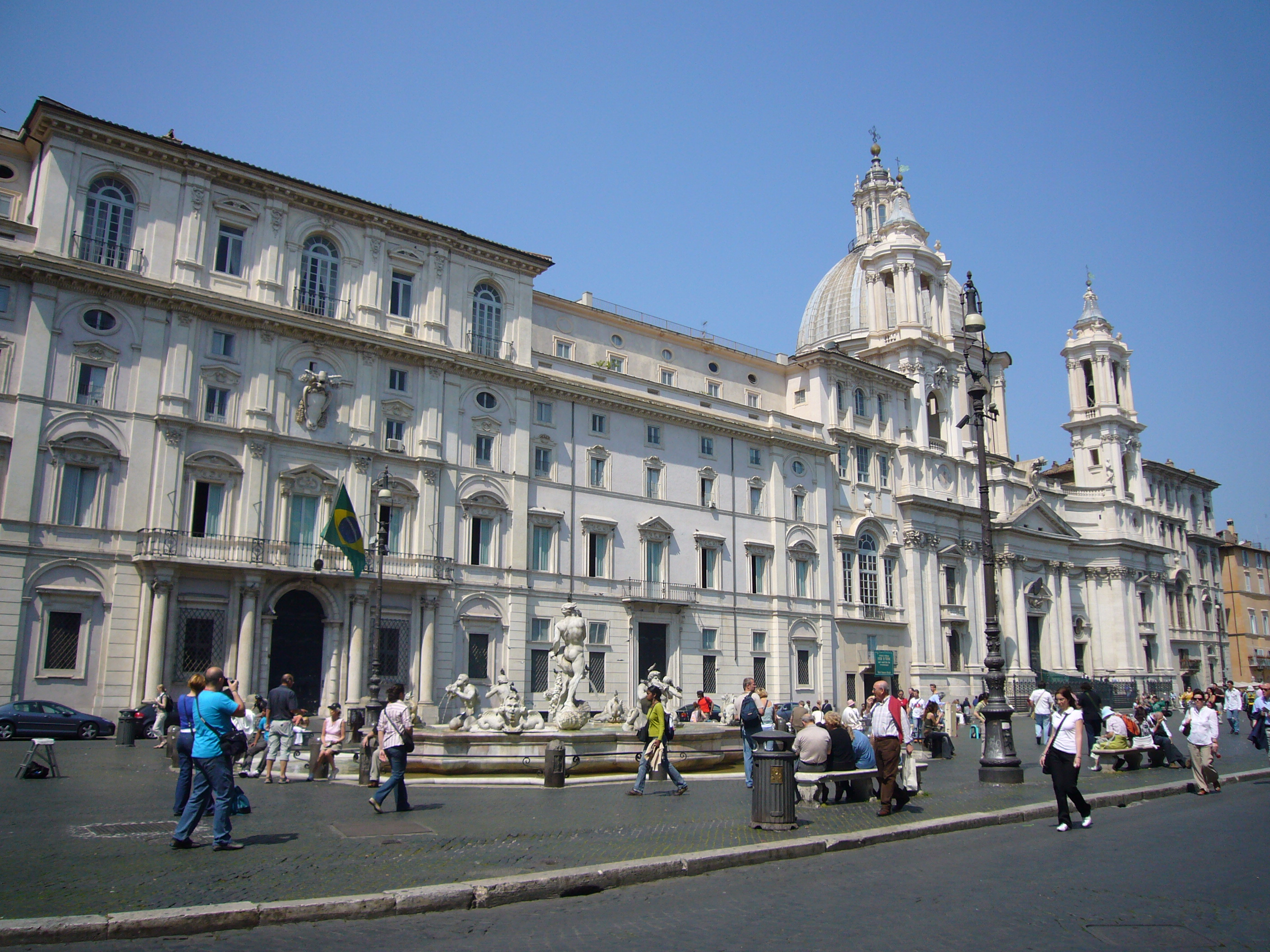
Der Palazzo Pamphilj in Rom, Piazza Navona, mit der Kirche Sant’Agnese in Agone
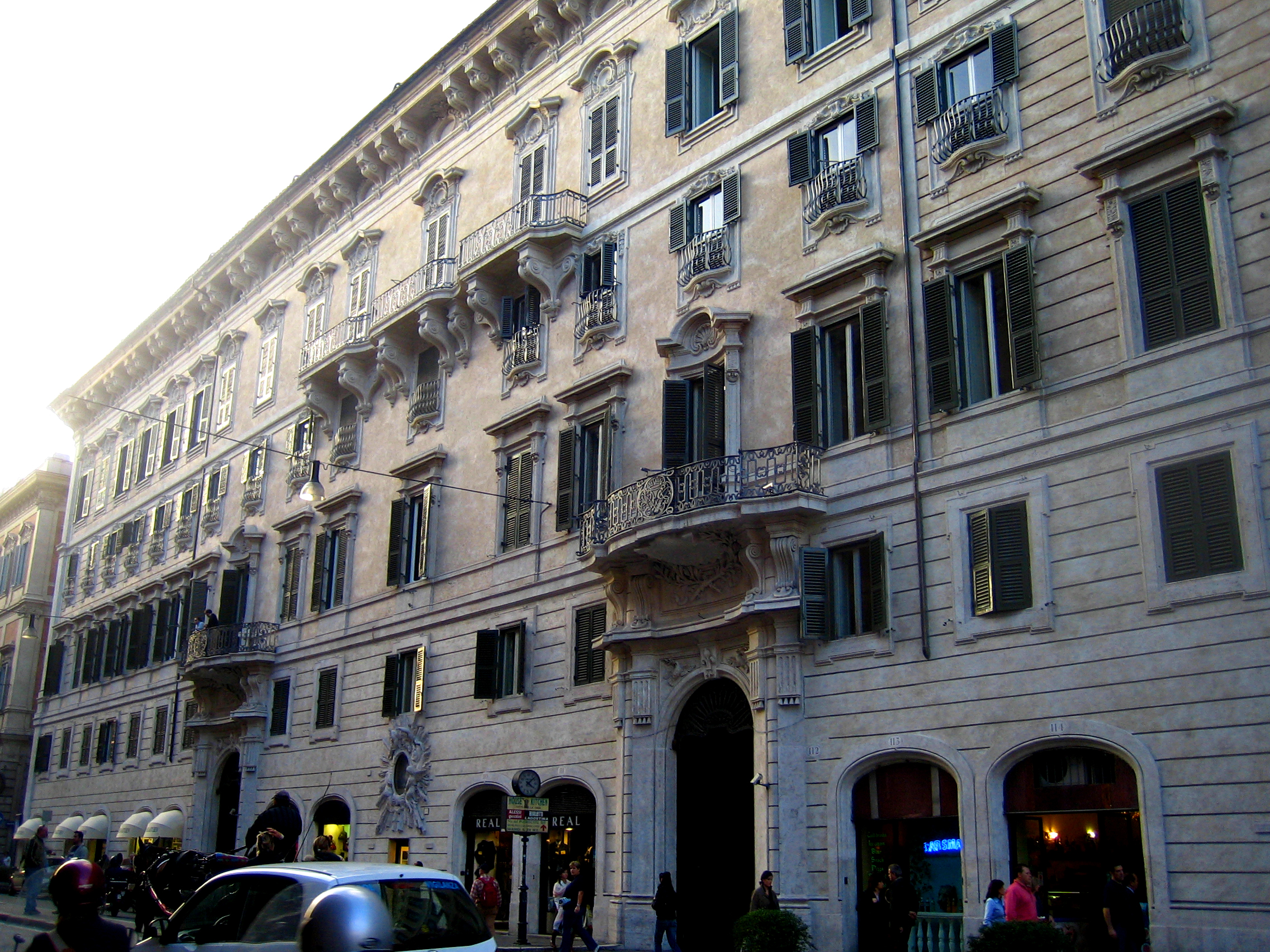
Der Palazzo Doria-Pamphilj in Rom
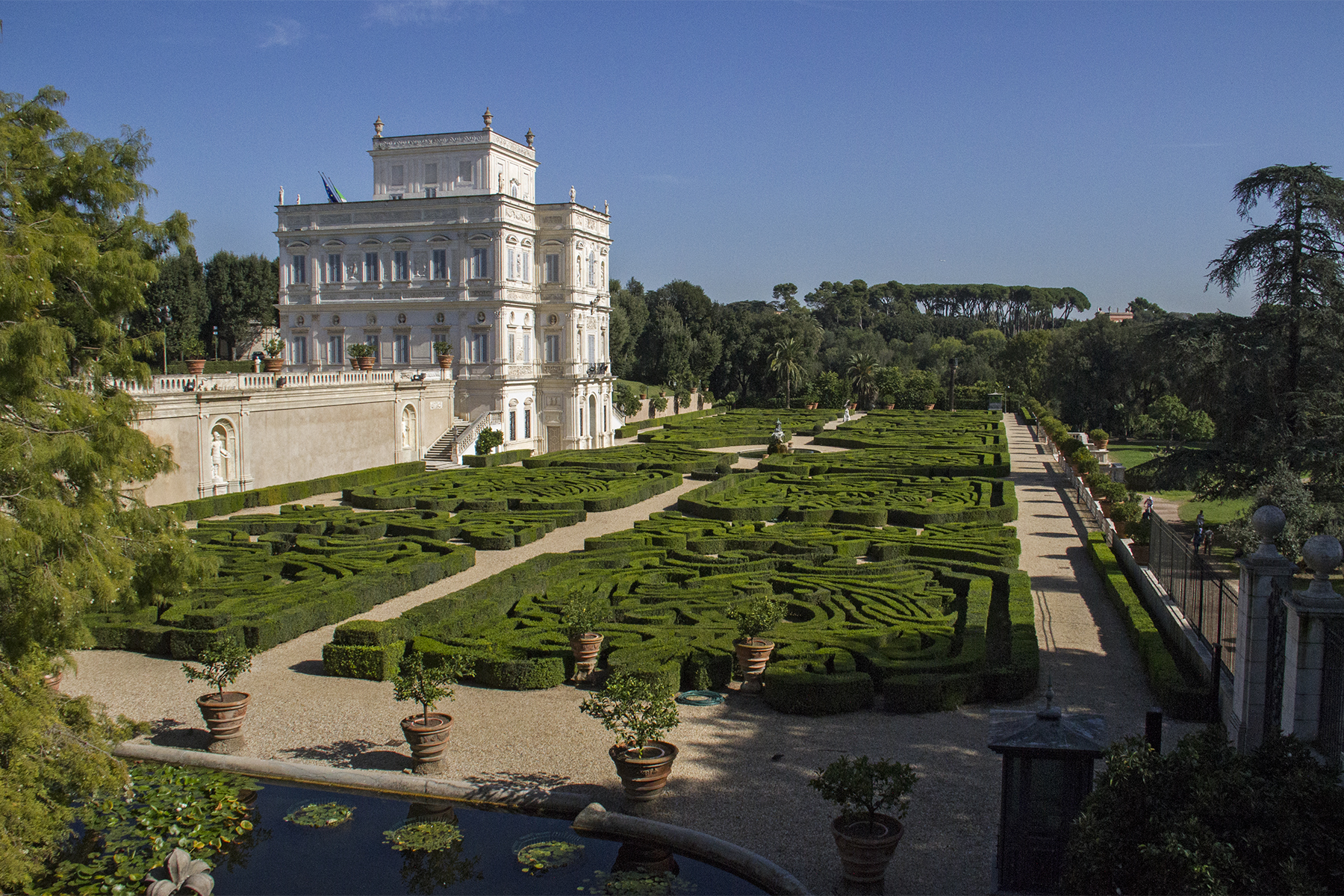
Die Villa Doria Pamphili in Rom
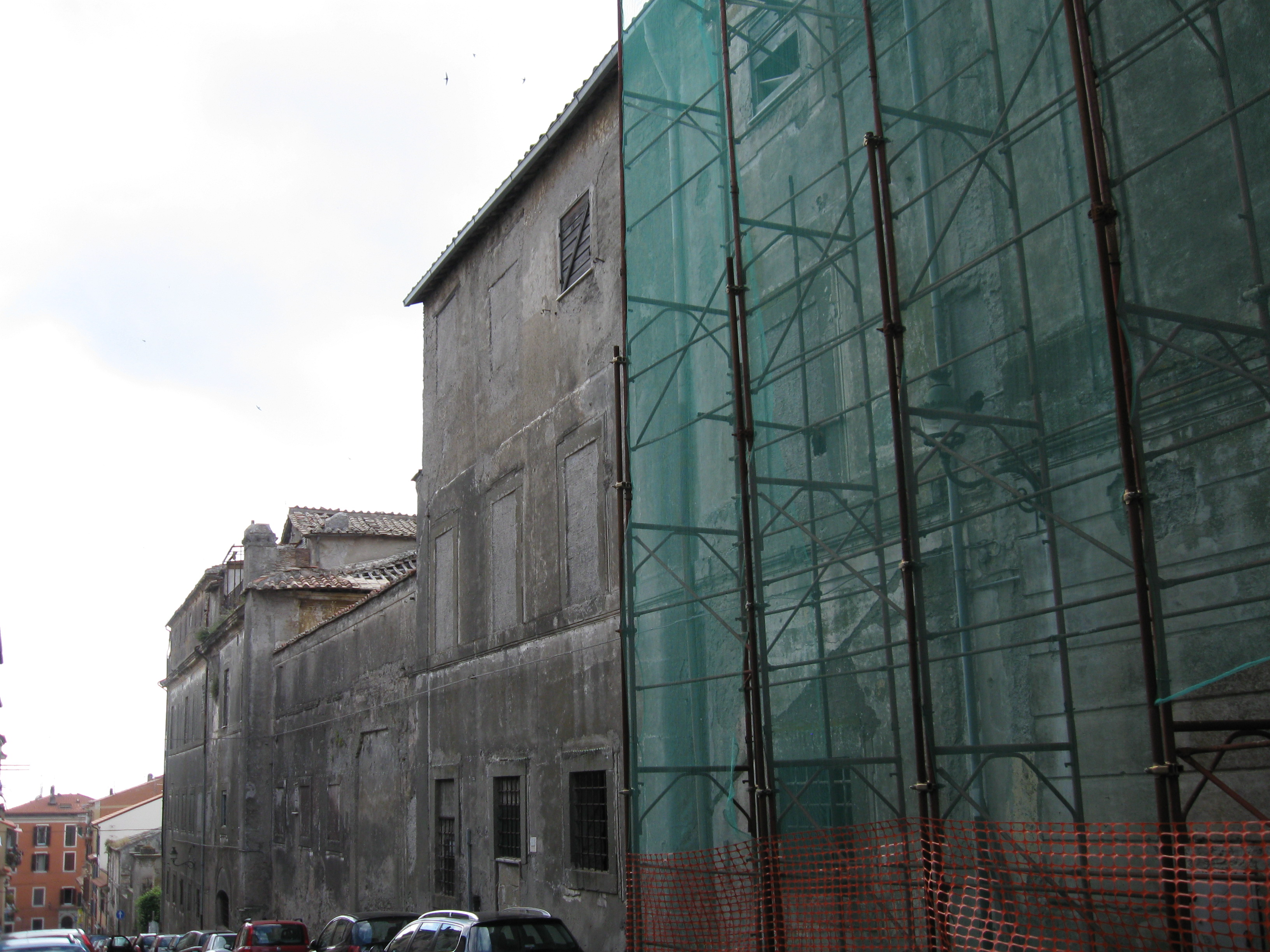
Palazzo Pamphilj in Albano Laziale
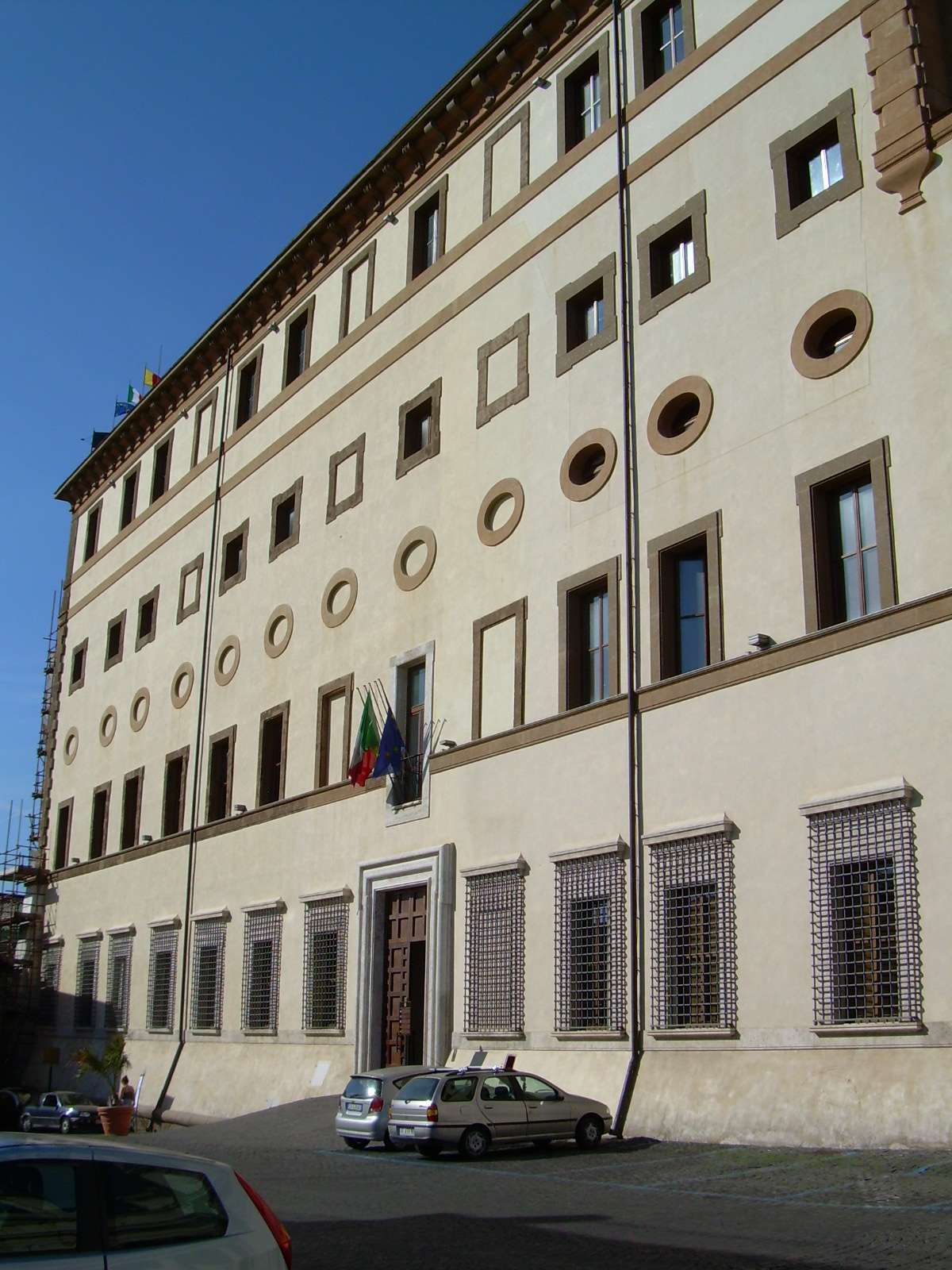
Palazzo Doria-Pamphilj in Valmontone, Latium
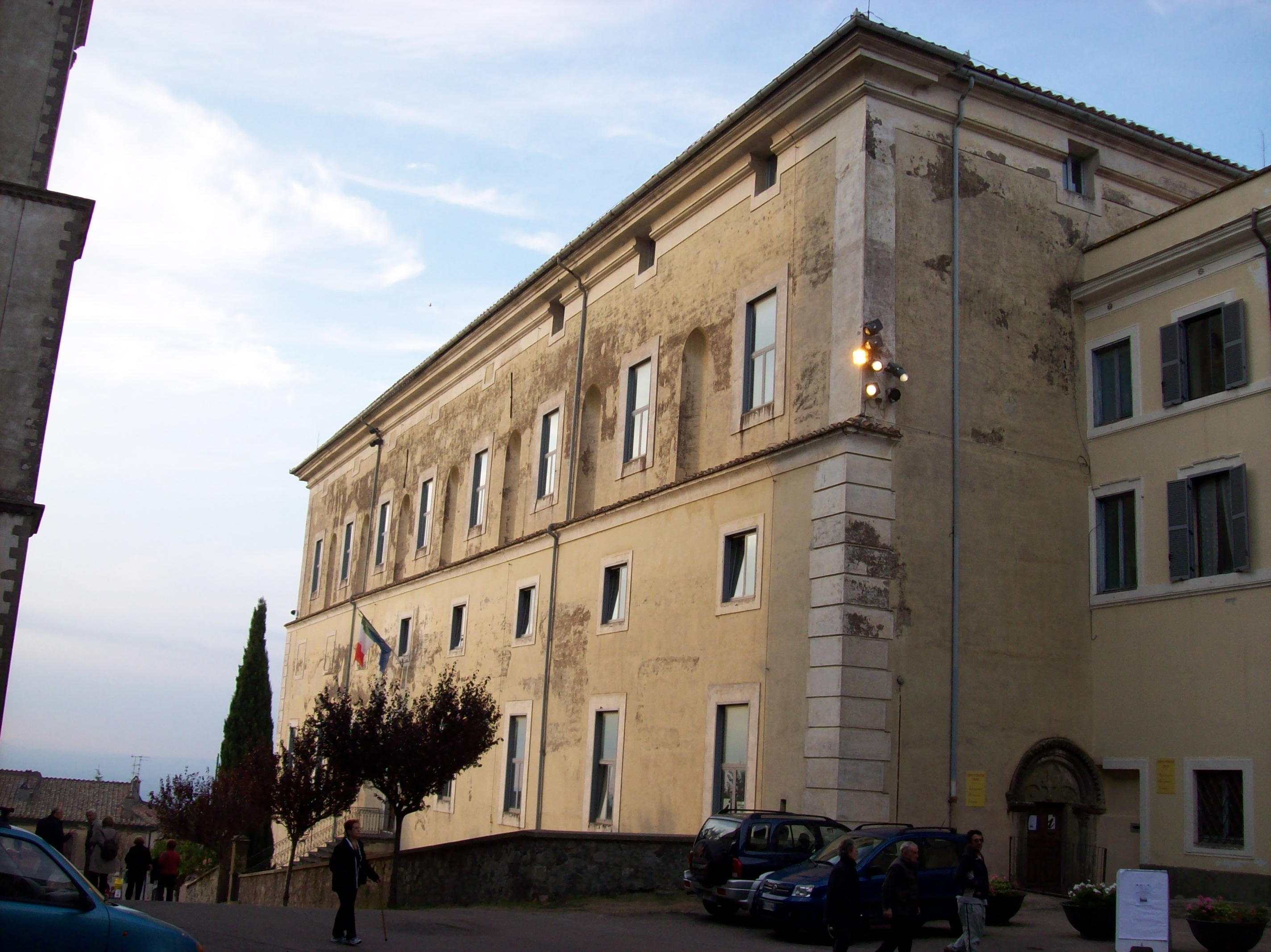
Palazzo Doria-Pamphilj in San Martino al Cimino (Viterbo), Latium

## Wappen
Das Wappen der Pamphilj zeigt auf einem roten Feld eine silberne Taube, die im Schnabel einen Olivenzweig hält. Die Kopfleiste ist in drei blaue Felder aufgeteilt, in denen jeweils eine goldene Lilie platziert ist. Das Familienwappen war auch Teil des Papstwappens von Innozenz X.